# Tobago Cays
Tobago Cays – grupa małych wysp w archipelagu Grenadyn w południowej części Małych Antyli na Morzu Karaibskim. Wyspy należą politycznie do Saint Vincent i Grenadyn.

## Geografia
Tobago Cays znajduje się około 60 km na południe od głównej wyspy Saint Vincent, i około 7 km na północny wschód od wyspy Union Island i około 2 km na zachód od Mayreau. Wyspy są bezludne, mają powierzchnię około 1,5 km ², zaś w ich skład wchodzi pięć małych wysp:
- Petit Rameau
- Baradal
- Petit Bateau
- Petit Tabac
- Jamesby Island

Na wyspy można dostać się jedynie drogą morską, gdyż nie posiadają lotniska; istnieją codzienne połączenia promowe z sąsiednimi wyspami Union Island i Canouan Island.

## Historia
Wyspy znajdowały się w rękach prywatnych od 1700 roku. W 1997 r. na ich obszarze został powołany rezerwat przyrody Tobago Cays Marine Park, zaś w 1999 wyspy zostały odkupione przez władze Saint Vincent i Grenadyn.
W 2002 r. na wyspie Petit Tabac został nakręcony film „Piraci z Karaibów: Klątwa Czarnej Perły”.